# Ревиста Балканика
„Ревиста Балканика“ (на румънски: Revista Balcanică, в превод Балканско списание) е месечно арумънско списание, издавано в Букурещ от август до октомври 1911 година. Подзаглавието му е Орган на румънските интереси в Изтока (Organ al intereselor româneşti în Orient).
Редактирано е от Георге Мурну и Йон Фоти (секретар на редакцията). В него пише В. Коста Хришику.